# 五角暴蟹
五角暴蟹（学名：Halimede ochtodes）为扇蟹科暴蟹属的动物。分布于日本、马来亚、新加坡、暹罗湾、印度、红海以及中国大陆的海南岛、广西等地，生活环境为海水，常见于水深20-50米的泥质或泥沙质底。